# Château de Saint-Martin (Landes-le-Gaulois)
Pour les articles homonymes, voir Château de Saint-Martin.
Le château de Saint-Martin est situé dans la rue Saint-Martin à Landes-le-Gaulois en Loir-et-Cher.

## Description
Propriété située dans le village de Landes-le-Gaulois (Loir-et-Cher) en bordure de la rivière Cisse (Landaison). Elle est composée d'une maison principale, d'une petite maison de gardien et de divers communs (pressoir, chai, caves, fruitier et pavillon), sur un parc en partie boisé avec pièce d'eau, l'ensemble, d'un seul tenant, d'une contenance totale de 5,3 ha, cadastré section H numéros 31, 33, 609, 610 et 685. 
La maison principale en L, d'une vingtaine de pièces (200 m2 au sol), est constituée d'une aile principale orientée NE/SO, élevée sur deux étages et couverte d'une toiture Mansarde en ardoises d'Angers, et d'une aile secondaire à angle droit, orientée NO/SE, surmontée d'une terrasse à balustres. Un jardin à la française existait en façade sud. La maison de gardien, de trois pièces principales (100 m2 au sol), jouxte les rues St Martin et du Breuil. Élevée sur une cave voutée, et surmontée d'un grenier, elle fait face à la maison principale et délimite avec les remises et la grille sur la rue St Martin une cour intérieure. 
Les remises, initialement à destination d'écuries, ont servi de pressoir et de stockage pour l'élaboration d'abord de vin, puis de cidre. Les cuves de stockage ont disparu mais le pressoir subsiste. Ces remises sont surmontées d'un grand grenier.
Le portail, le fruitier, le pavillon sur rue et le pavillon d'entrée de cave/chai, forment un ensemble de style normand de petites constructions séparées. 
Les caves, utilisées comme chai à l'époque, correspondent à l'emplacement de l'église. On peut d'ailleurs en voir les fondations et la base des piliers. La cave de gauche, plus profonde, semble correspondre à la crypte de l'église. 

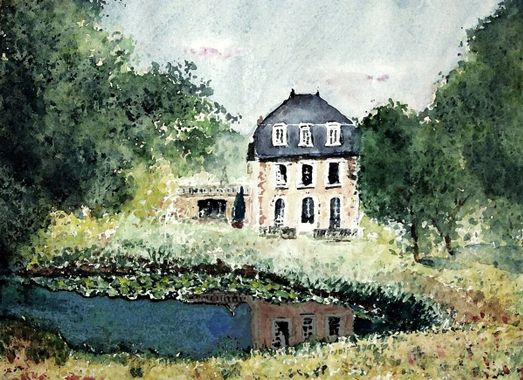
Aquarelle du Château de Saint-Martin par M. Didier CHAUX

Le parc, tout en longueur, est enserré entre la rivière au sud et la route départementale D138, prolongée par le chemin communal au nord. Il offre une belle échappée de plus de 500 m et alterne zones boisées et prairies. Quelques arbres anciens sont remarquables. Une petite pièce d'eau, alimentée par sources avec trop plein se déversant dans la rivière, un petit pavillon et une serre complètent la propriété.

## Historique
Le village de Landes, sur l’ancienne route de Vendôme à Blois, résulte de la réunion, à la Révolution française, de deux paroisses séparées, celle de St Martin des Landes et celle de St Lubin, situées de part et d’autre de la rivière Cisse Landaise. Cette rivière servit en son temps de frontière entre le Vendômois français et le Blésois anglais. Il est devenu "le Gaulois" plus tard, en 1918, décision liée à la présence de nombreux dolmens et menhirs sur le territoire de la commune, éléments d’ailleurs bien antérieurs à la culture gauloise. 

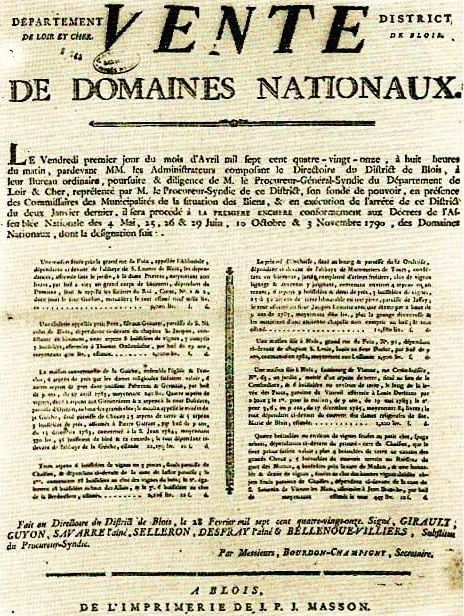
Article de vente de domaines nationaux de la paroisse et de l'église Saint-Martin datant du vendredi 1 avril 1791

Ainsi St Martin des Landes possédait son église, construite au XIe siècle, son presbytère datant de la même époque et son cimetière et était défendu par le château voisin de Rivière (ou de la Motte). Le château féodal fut détruit au cours des guerres de religion au XVIIe siècle, reconstruit puis démantelé au XVIIIe siècle (1720), il laissa la place à une ferme fortifié. L’église de St Martin, ainsi que son presbytère, furent vendus en 1792 comme biens nationaux à un Monsieur François-Quentin Rabouin, premier maire de Landes et ancêtre des familles Rabouin, Ferrand et Chauvin, qui ont occupé la propriété jusqu’en 2002 puis récupéré en 2018. L’église fut, à son tour, démolie en 1793 et ses pierres vendues pour la construction. Les ruines ainsi que le cimetière furent définitivement rasées en 1882. Seul subsiste le presbytère profondément remanié. Celui-ci, agrandi et rehaussé au cours des années, se transforma en maison bourgeoise, connue localement comme le "Château St Martin". 

### Principaux seigneurs de Landes du XVIIe au XIXe siècle
Claude Le Fuzelier : Vers 1600, Claude Le Fuzelier (+1608), écuyer, seigneur de Rivière et de Cormeray, réunit les différents domaines de Landes formant ainsi une seule Seigneurie. Elle allait rester dans la famille Le Fuzelier jusqu'en 1653, date à laquelle René le Fuzelier vend ses biens et titres de Landes à Henri de Bault, chevalier, baron de Sainte-Frique.
Henri de Bault : Henri de Bault (+1683), chevalier de Sainte-Frique, baron de Romainville et seigneur de Landes, était maréchal de camp et conseiller d’État. Il obtint du duc d'Orléans les autorisations nécessaires pour que la Seigneurie de Landes soit érigée en vicomté ce qui fut confirmé par lettres patentes du roi Louis XIV, en date du 22 avril 1655.
Charles Gaspard Dodun : Charles Gaspard Dodun (+1736), contrôleur général des finances et président du parlement de Paris, acquit en 1711 le domaine d'Herbault et en 1719 la vicomté de Landes. En 1723, il obtint qu'Herbault soit érigé en marquisat pairie ainsi que la construction d'un grenier à sel La suppression de la justice de Landes et la disparition progressive de son marché causèrent un grand préjudice économique à notre commune.
Charles de Devezeau : Charles de Devezeau (+1743) écuyer, seigneur de Rancougne et colonel d'un régiment d'infanterie à St-Domingue, acheta en 1742 le marquisat d'Herbault et la vicomté de Landes. Les titres et les biens se transmirent ensuite à sa descendance. En 1790, sur les instances de M. de Rancougne (+1824), les deux anciens doyennés de Landes et d'Onzain furent réunis en un seul canton dont Herbault fut le chef-lieu.

## Essai de reconstruction
Les seules informations que nous ayons concernant la disposition des lieux nous sont fournies par :
- L'inventaire des biens, dressé par les sieurs Julien Bruère, maire, Louis Ligneau et Louis Boucher, membres de la Municipalité, en août 1790, en exécution des décrets de l’Assemblée Nationale du 14 et 20 avril de ladite année.
- Les plans cadastraux établis en 1818 et 1820. Celui que nous avons dans la mairie est la version de 1820.
- Quelques indications complémentaires en provenance des écrits de Médéric Rabouin

### L'inventaire des biens
Il nous fournit les dimensions de l'église : 22,7 × 6,8 m
Le portail d'entrée est à l'ouest. Il s'agit donc d'une église orientée.
Le toit et en tuile et le clocher, situé au milieu de la nef, est couvert d'ardoises.
Une cour sépare l'église du presbytère.
La porte d'entrée de la sacristie communique avec le presbytère. Un puits y est situé.
Pas d'informations concernant un éventuel porche ou une galerie.

### Les plans cadastraux
Ils nous fournissent la localisation du cimetière et des bâtiments de la cure mais ne donnent aucune indication en ce qui concerne les bâtiments de l'église et de la sacristie, démolis avant la date d'exécution des plans.

### Indications complémentaires
Selon Médéric Rabouin : "L’église fut en partie démolie vers 1793 ; il ne reste que quelques pans de murs qui soutiennent les terres d’un jardin."
À partir de ces différentes informations, nous avons tenté de reconstituer, sur le plan cadastral de 1818, la localisation des différents bâtiments constituant l'ensemble de l'église et de la cure.
Deux dispositions sont plausibles, sans que nous ayons pu trancher en toute certitude.

#### Hypothèse 1
Le mur actuellement visible de soutènement du jardin serait le mur Nord de l'ancienne église. On pourrait alors avoir la disposition ci-contre.

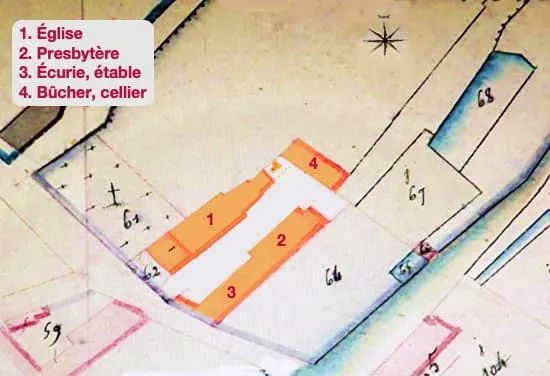
Hypothèse 1 Château de Saint-Martin

Cette disposition est conforme aux indications disponibles que nous avons citées. L'orientation est voisine de celle de l'église Saint-Lubin. On ne dispose toutefois d'aucune preuve nous permettant d 'en certifier l'exactitude.

#### Hypothèse 2
Le mur de soutènement serait celui de l'ancien chais qui aurait alors été installé à l'emplacement de l'ancienne église.

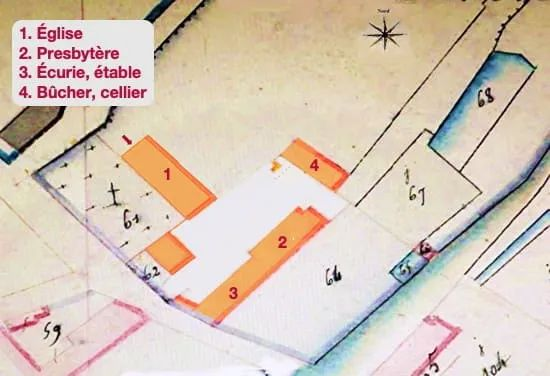
Hypothèse 2 Château de Saint-Martin

Les dimensions internes du chais sont en accord avec celles fournies pour l'église. L'orientation est plus discutable ainsi que le fait qu 'elle ne soit pas de plain-pied. Par ailleurs, le mur de soutènement ne figure dans aucun des plans anciens

## Éléments remarquables
Le site, en bordure de rivière, proche d'éléments classés (église Saint-Lubin et cimetière) est remarquable par l'agencement du parc, dessiné par E. Maujanne, architecte de la ville de Vendôme, la qualité et la diversité des arbres centenaires, la rivière Cisse bordant le parc sur plus de 500 m. Ce site, bien que fortement endommagé lors de la tempête de 1999, constitue une oasis riante et ombragée au milieu d'un environnement plat et sévère (Beauce).
La partie ancienne de la maison principale correspondant à l'ancien presbytère (entrée et salle à manger au rez-de-chaussée et chambre de maître au premier) a été modifiée (suppression de la chambre au dessus de l'entrée) pour donner à l'entrée une importante hauteur sous plafond et y conférer une allure Renaissance avec sa magnifique réplique d'une cheminée se trouvant au musée de Cluny à Pariset son escalier en chêne.
La maison de gardien, construite par sieur P. Hoguet en 1629, n'est pas habitable en l'état, mais son allure extérieure, la cave voûtée sur laquelle elle est construite, la cour formée avec les remises en font un exemple remarquable de l'habitat rural des XVIIIe et XIXe siècles.
Les communs (pressoir, chai, fruitier, portail, serre), de style normand, sont très représentatifs de la deuxième moitié du XIXe siècle et forment un ensemble intéressant.
Les fondations et le mur de soutènement de l'ancienne église Saint-Martin (XIe siècle), ainsi que le jardin au nord, sur lequel se trouvait l'ancien cimetière. Les nouvelles constructions en 1882 et la mise en place en 1932 d'escaliers extérieurs et de balustrades ont permis la mise à jour de nombreuses sépultures anciennes, sarcophages, pièces de monnaie et toutes choses se trouvant actuellement au musée de Vendôme.

## Travaux de conservation
En 2019-2020, des travaux ont été effectués afin de rénover les toitures des communs et de la maison de gardien, la rénovation de la serre de 1830, la rénovation de la cour ainsi que la création d'un jardin à la française, sur la façade sud, fortement inspiré des plans de 1930. 